# Lijst van burgemeesters van Apeldoorn
Dit is een lijst van burgemeesters van de Nederlandse gemeente Apeldoorn in de provincie Gelderland.
| Ambtsperiode | Naam burgemeester                                        | Partij of stroming    | Bijzonderheden                                                        |
| ------------ | -------------------------------------------------------- | --------------------- | --------------------------------------------------------------------- |
| 1811 - 1813  | Johannes Hermanus Gunning                                |                       | maire                                                                 |
| ?? - ??      | J.C. van Lichtenberg                                     |                       |                                                                       |
| 1818 - 1824  | Jan Adriaan Joost baron Sloet tot Oldhuis                |                       | schout                                                                |
| 1824 - 1832  | Adolph Jacob Jan Arnold baron van Heeckeren tot de Heest |                       |                                                                       |
| 1832 - 1837  | Rudolph Willem baron van Lynden                          |                       |                                                                       |
| 1837 - 1842  | mr. Cornelis Herman baron van Rhemen van Rhemenshuizen   | Conservatief-liberaal |                                                                       |
| 1843 - 1864  | Dirk Bas Backer                                          |                       | jhr. in 1895                                                          |
| 1864 - 1872  | Peter Marius Tutein Nolthenius                           | Conservatief          |                                                                       |
| 1872 - 1897  | Jacob Adriaan van Hasselt                                |                       |                                                                       |
| 1897 - 1910  | Henri Paul Jules Tutein Nolthenius                       |                       |                                                                       |
| 1910 - 1934  | Willem Roosmale Nepveu                                   | CHU                   |                                                                       |
| 1934 - 1941  | jhr. Cypriaan Gerard Carel Quarles van Ufford            | CHU                   |                                                                       |
| 1941 - 1942  | Cornelis den Besten                                      | NSB                   |                                                                       |
| 1942 - 1945  | Dirk Frans Pont                                          | NSB                   |                                                                       |
| 1945 - 1946  | jhr. Cypriaan Gerard Carel Quarles van Ufford            | CHU                   |                                                                       |
| 1946 - 1972  | Loek (A.L.) des Tombe                                    | CHU                   |                                                                       |
| 1972 - 1981  | Frans Theodoor Dijckmeester                              | CHU                   |                                                                       |
| 1981 - 1985  | jhr.drs. Pieter Adriaan Cornelis Beelaerts van Blokland  | CDA                   |                                                                       |
| 1986 - 1993  | Ton (A.J.) Hubers                                        | CDA                   |                                                                       |
| 1994 - 1998  | Harm Jan Egbert Bruins Slot                              | CDA                   | was burgemeester van Ridderkerk                                       |
| 1999 - 2011  | Fred (G.J.) de Graaf                                     | VVD                   |                                                                       |
| 2011 - 2012  | Hans (J.J.W.) Esmeijer                                   | CDA                   | waarnemend burgemeester, oud-gedeputeerde van de provincie Gelderland |
| 2012 - 2019  | John (J.C.G.M.) Berends                                  | CDA                   |                                                                       |
| 2019 - 2019  | P.M. (Petra) van Wingerden-Boers                         | VVD                   | waarnemend                                                            |
| 2019 - heden | A.J.M. (Ton) Heerts                                      | PvdA                  |                                                                       |